# Oscinella chorii
Oscinella chorii är en tvåvingeart som beskrevs av Deeming 2003. Oscinella chorii ingår i släktet Oscinella och familjen fritflugor.
Artens utbredningsområde är Nigeria. Inga underarter finns listade i Catalogue of Life.